# Takahashi Naoki
Naoki Takahashi (sinh ngày 8 tháng 8 năm 1976) là một cầu thủ bóng đá người Nhật Bản.

## Sự nghiệp câu lạc bộ
Naoki Takahashi đã từng chơi cho Albirex Niigata.